# فرودگاه اسپریگس پین
فرودگاه اسپریگس پین (به انگلیسی: Spriggs Payne Airport) یک فرودگاه همگانی با کد یاتا MLW است که یک باند فرود آسفالت دارد و طول باند آن ۱۸۲۹ متر است. این فرودگاه در شهر مونروویا کشور لیبریا قرار دارد و در ارتفاع ۸ متری از سطح دریا واقع شده است.